# 葡佔屯門
葡佔屯門是指葡萄牙帝國在十六世紀初年間在東莞縣南部屯門島一帶的的軍事佔領地。

## 歷史
然則若非屯門島，澳門此般繁華錦繡、氣象萬千之貌，恐難誕育。——國家地理
1511年，葡萄牙帝國佔領馬六甲，其船隊於同年首次抵達珠江流域。1513年（明正德八年），歐華利率領一支葡國船隊行經珠江三角洲一帶，要求登陸並進行貿易通商，但明朝政府不予接納，因而船員唯有在水面上與華民商人直接交易。據史載其在東莞縣屯門島上樹立發現碑，並將其子屍體安葬碑旁。6月，一艘由葡萄牙国王及马六甲港务官各出资一半，满载胡椒的帆船抵达了貿易島，該船可能來自葡屬印度以馬內利港經由緬甸勃固到達中國。當時的葡萄牙船隻主要停靠於屯門島，而來自暹羅的平底帆船則停泊於葵涌港。綜觀全年，又有四艘中國帆船抵達葡屬馬六甲，其船長為琉球閩南華裔蔡廸。由此可見，當時的葡佔屯門與葡屬馬六甲為葡萄牙東亞貿易的兩大東南亞中轉站。

至於葡萄牙人何時佔領，史界主要有兩種說法：一說為1514年（明正德九年），葡萄牙正式佔領屯門島，此說獲歷史學家夏思義採用；另一說為1518年（明正德十三年），葡萄牙將領西芒·安德拉德率領艦隊佔據屯門，此說獲另一歷史學家蕭國健所採用。但無論實際佔領的年份為何，前述的內容足證葡萄牙帝國於1511年至1517年間已登陸屯門島。在此期間，數位當時在遠東地區最著名的葡萄牙官員及商人均有訪問屯門島，如歐華利的再度訪問（1516年）及葡萄牙商人費南·佩剌·安篤拉篤（1517年）。

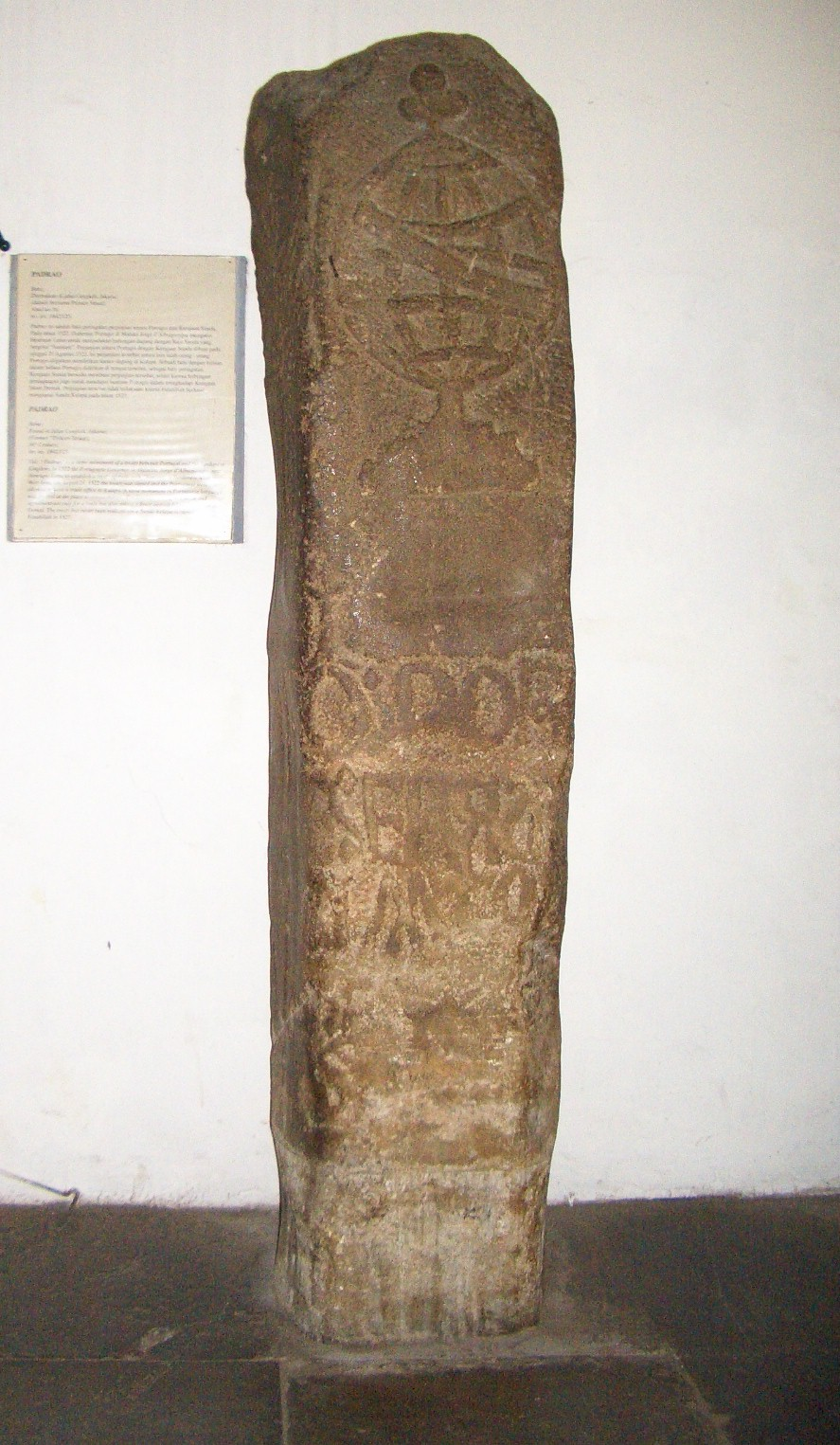
現存印度尼西亚国家博物馆的「葡萄牙-巽他發現碑」，其樹立年份為1522年，與屯門島的發現碑樹立年份相近。

葡萄牙的文獻稱，葡人在島上興建了要塞和教堂，並樹立了發現碑。

### 葡人戰敗及撤退
1521年，明嘉靖帝派遣廣東海道副使汪帶領明軍攻打葡佔屯門。葡軍則由歐華利坐鎮，得到卡爾佛（Diogo Calvo）、科埃略及雷戈（Ambrocio do Rego）的支援並予以還擊，展開了為時近一個月的攻防戰。
戰爭初期，明軍因葡軍火砲猛烈而不敵。汪轉而策動間諜戰，向葡萄牙船上的水手查問葡軍蜈蚣船和佛朗機炮的構造，並策動下一輪攻勢。
9月，明軍準備了很多滿載柴草及油料的小船，待一天刮強南風，汪率軍士約4000人，乘50多艘船隻再次攻打葡軍船隊。明軍先將填有膏油草料的船隻點燃，讓火船高速駛向葡軍艦隊，由於葡軍艦隊巨大而緩慢，無法躲開火船進攻，很快燃燒了起來，葡軍大亂。汪又趁機派人潛入水中，將未起火的葡軍船隻鑿漏，不少葡軍將士只得跳海逃命。其後，明軍登上敵船與葡軍短兵交接。葡軍不敵，率餘下三艘大船，在9月7日乘夜黑之際開往附近島嶼匿藏。乘第二天清晨風向逆轉之機，葡軍艦隊借北風避過明軍追擊，往滿剌加撤退。
1522年4月，葡軍再派出由六艘軍艦組成的艦隊企圖重新佔領屯門要塞，8月兩軍在大嶼山茜草灣附近對峙，是為茜草灣之戰。此戰從茜草灣海面一直打到了哨洲（沙洲）海面，最後明軍獲勝，葡軍敗走至浪白竈。至此，明朝政府收復了葡佔屯門全境。葡萄牙人自此再也未能重奪在香港的失地。

## 位置
就葡佔屯門之實際範圍及位置，由於珠江口一帶地名時有更迭，加上葡萄牙與中國之歷史文獻地名相異，歷史界一直未有定論。

### 屯門島
過去，主流觀點如《中葡外交史》等將葡人據點對應新界屯門（青山灣）；亦有《中外歷史年表》主張為上川島，布瑞格主張伶仃島等說法。
然而，中國國家交通部水運科學研究所前學術委員施存龍考證中葡文獻與航海圖志，認為可確證「屯門島」（Tamão）即明代「南頭」島嶼，今香港大嶼山。關鍵證據有三：
一、明代《廣東通志》載葡人「退泊東莞南頭」與陳文輔「佔據海島」記載互證；
二、葡文獻提及據點距南頭寨「3里格」（約17公里），正合大嶼山位置；
三、古今航海圖志（如《粵大記》附圖標「大蠔山」、現代海圖註「南頭島」）及外國海圖音譯「Lan Tau」皆指向此地。
香港歷史學家夏思義則認為，所謂的屯門島位於今香港大嶼山北岸一帶。此觀點基於多項證據：首先，葡萄牙文獻中的「Tamaō」發音近似粵語「屯門」（Tam-Maon），而「屯門」原指龍鼓水道，符合「門」在粵語地名中多指水道的特徵。中文史料亦佐證此地屬東莞縣轄區（當時涵蓋香港），如東莞縣碑文記載葡萄牙人曾賄賂當地官員以佔據「屯門島」未果。
1521年屯門海戰的地理考證進一步支持此說。《明史》雖載戰事發生於「新會縣西寧灣」，但學者結合航海條件與文獻比對，推測實際戰場應在大嶼山黃草灣，後轉戰至「稍洲」（今沙洲）。戰後指揮官汪鋐入祀新安縣名宦祠（1573年東莞分治設新安縣），間接印證戰場位於今香港境內。
從軍事與貿易需求分析，葡萄牙據點需具備深水錨地（如大澳、東涌）、淡水及防禦功能，而大嶼山北岸是控制廣州貿易航線的戰略要衝。明朝於1521年後在北大嶼山設立水師基地，可能沿用葡人舊址，尤以大澳可能性較高。
但夏思義強調，由於目前並無於香港境內實際出土當時的葡萄牙文物，故所有推論均為「可能性甚大」，而無充足證據能證明此說。
施存龍認為，過去的主流觀點將據點判斷為大嶼山以外的地點為誤判，而其根源在於史學界忽視專業航海文獻，且混淆行政區名與具體島嶼地名，過度依賴「屯門」音譯而未究明代本土記載。暨南大學港澳歷史文化研究中心研究員金國平亦持大致相同看法。

### 貿易島
夏思義基於內地歷史學家湯開建的意見，認為應假設葡萄牙人以屯門島為要塞與居所，但貿易地點（即貿易島）則位於今珠海上川島、浪白竈一帶島嶼。

## 後續
葡萄牙失去屯門島後，輾轉逃至上川島、浪白滘，及後再轉而向澳門埋首。葡人先是轉往上川島一帶落腳，至1542年，葡人又佔領浪白滘。1545年，朝廷封鎖上川島。
1553年，葡萄牙人賄賂海道副使汪柏，終取得停泊船隻於澳門的權利和澳門居留權，獲得更多在中國的利益，並繼續拓展葡國在遠東的版圖，而澳門亦落入葡萄牙手中成為殖民地。

## 遺址
今香港大嶼山的大澳一帶仍保存著葡佔屯門的據點「番鬼塘」（粵語「番鬼」意指「西洋人」）。但該處停泊炮艦戰船的可能性不大，原因是那里的水太淺太小，只能停泊十余吨的漁船幾艘。而有論者則認為該處可能是明清期間荷蘭人在該處建立過冬用據點而得名。

## 註解
1. ↑  屯門島的位置至今有多種說法，可參考「位置」章節。
2. ↑  貿易島的位置至今有多種說法，可參考「位置」章節。
3. ↑  於目前有關葡佔屯門的研究中，「Hu Chain港」一詞僅於吳志良、湯開建、金國平的《澳門編年史》及其相關文獻中出現。於《澳》中，其中文名稱為葵涌港。
4. ↑  金國平於其文章中指出葡萄牙文獻中的商人Cheilata為琉球閩南華裔蔡廸，故採用其漢語名稱。